# Turistická značená trasa 2721
 Turistická značená trasa č. 2721 měří 11,7 km a spojuje obec Belá-Dulice (okres Martin) a vrchol Malý Lysec (obec Ľubochňa, okres Ružomberok) v pohoří Velká Fatra v okrese Martin na Slovensku. 

## Průběh trasy
Po zpevnění cestě mírně vystoupá z obce Belá-Dulice dolinou k chatě Lysec, odtud pokračuje zalesněným terénem ostrým stoupáním na vrchol Lysec (1381 m n. m.)., po zalesněném hřebeni pak na vrchol Malý Lysec (1298 m n. m.).
| Km   | Místo                 | Navazující a křižující trasy | Souřadnice                      | Nadm. výška  |
| ---- | --------------------- | ---------------------------- | ------------------------------- | ------------ |
| 0    | Belá-Dulice           | 5600, 8647                   | 49°0′11″ s. š., 18°58′46″ v. d. | 495 m n. m.  |
| 2,9  | Kašová                |                              | 49°0′49″ s. š., 19°0′37″ v. d.  | 550 m n. m.  |
| 4,5  | chata Lysec           | 8643                         | 49°0′43″ s. š., 19°1′51″ v. d.  | 583 m n. m.  |
| 6,5  | Grúň                  |                              | 49°0′18″ s. š., 19°3′15″ v. d.  | 975 m n. m.  |
| 8    | Lysec                 | 8647                         | 48°59′47″ s. š., 19°4′9″ v. d.  | 1381 m n. m. |
| 9,7  | Žlebiny - sedlo       |                              | 48°59′32″ s. š., 19°5′23″ v. d. | 1093 m n. m. |
| 11,3 | Malý Lysec - rozcestí | 0870                         | 48°59′4″ s. š., 19°6′9″ v. d.   | 1270 m n. m. |
| 11,7 | Malý Lysec            | 0870                         | 48°59′12″ s. š., 19°6′27″ v. d. | 1297 m n. m. |